# Balitora tchangi
Balitora tchangi är en fiskart som beskrevs av Zheng 1982. Balitora tchangi ingår i släktet Balitora och familjen grönlingsfiskar. Inga underarter finns listade.